# Li Changchun
Pour les articles homonymes, voir Li.
Li Changchun (né le 1er février 1944) est un homme politique chinois à la retraite et un ancien haut dirigeant du Parti communiste chinois. Il a siégé au Comité permanent du Politburo, le plus haut conseil de direction du parti, et a été le principal responsable de la propagande entre 2002 et 2012. Il a également été président de la Commission centrale d'orientation du PCC pour l'édification d'une civilisation spirituelle, responsable de facto de la propagande et des relations avec les médias. Li a mené une carrière politique très variée dans trois provinces, d'abord en tant que gouverneur du Liaoning, puis secrétaire du parti du Henan, et enfin secrétaire du comité du PCC du Guangdong. En 2002, il a été promu à la direction nationale. Il a pris sa retraite en 2012.

## Biographie

### Jeunesse et carrière
Li Changchun est né en février 1944 dans l'actuelle ville de Dalian, dans le Liaoning, alors administrée par l'empire du Japon sous le nom de « Dairen », territoire loué par le Kwantung. Il a rejoint le Parti communiste chinois (PCC) en 1965 et a obtenu un diplôme d'ingénieur en électricité à l'Institut de technologie de Harbin en 1966. En 1983, à l'âge de 39 ans, il devient le plus jeune maire et secrétaire du parti d'une grande ville, Shenyang, la capitale du Liaoning. En 1982, il est également nommé membre suppléant du Comité central du Parti communiste chinois à l'âge de 38 ans, le plus jeune membre de l'organe à l'époque. En 1987, il devient gouverneur de la province du Liaoning, poste qu'il conserve jusqu'en 1990. En tant que gouverneur, la première ligne à grande vitesse de Chine continentale a été construite dans la province, reliant les villes de Shenyang et Dalian. En outre, Li a poussé à la réforme des entreprises d'État afin de réduire l'implication de l'État dans les activités économiques.
Après l'éviction du secrétaire général Zhao Ziyang de la direction du parti en 1989, à la suite des manifestations de la place Tiananmen, on a d'abord pensé que Li avait également été écarté de la direction parce qu'il soutenait Zhao. La réapparition de Li à la télévision d'État quelques semaines plus tard a montré que ce n'était pas le cas.
En 1990, Li a été transféré de son poste dans la province de Liaoning à la province centrale du Henan. Dans ses mémoires, Li raconte qu'il était mal préparé à sa nouvelle affectation et qu'il avait le mal du pays. Les autorités centrales ne l'avaient pas prévenu longtemps à l'avance de sa mutation et ne l'avaient pas informé des raisons de son transfert ni n'avaient facilité un processus de transition ordonné. Li s'est donc montré quelque peu critique à l'égard de la procédure de transfert du parti, mais il a néanmoins dûment accepté sa nouvelle affectation. Il avait succédé à Cheng Weigao, alors gouverneur du Henan, qui avait été transféré dans la province du Hebei dans le cadre d'un « échange de dirigeants » entre trois provinces, orchestré par lea direction nationale. Le Henan, province agricole très peuplée et dépourvue d'une base industrielle solide, présentait des défis importants pour Li, qui avait éprouvé un certain malaise en s'installant dans sa nouvelle administration.
Deux ans plus tard, en 1992, Li est promu chef du parti au Henan. Il s'agit de son premier poste en tant que « premier responsable » d'une province. Habitué à travailler dans l'administration gouvernementale, Li s'est vu confier pour la première fois les affaires du parti au cours de son mandat au Henan. Il a déclaré qu'au début, le fait d'être le premier dirigeant de la province l'a mis mal à l'aise car il devait assumer toutes les responsabilités, en particulier à une époque où d'autres régions se développaient économiquement à un rythme beaucoup plus rapide que celui du Henan. Dans l'ensemble, son mandat au Henan a été jugé très négativement. Les revenus ruraux ont stagné pendant son mandat et son gouvernement a également été critiqué pour son rôle dans l'économie du plasma, où les agriculteurs ont été encouragés à donner leur sang par des pratiques dangereuses, ce qui a déclenché la plus grande épidémie de VIH/sida en Chine.

### Dans le Guangdong
Li Changchun a été promu au Politburo du Parti communiste chinois en 1997, en grande partie parce qu'il s'est assuré le patronage du dirigeant suprême et secrétaire général du Parti, Jiang Zemin. Dans ses mémoires, Li a déclaré qu'il était surpris d'avoir été nommé au Politburo. En 1998, Jiang Zemin a envoyé Li Changchun au poste de secrétaire du parti de la province du Guangdong. On a dit que Jiang voulait utiliser Li pour faire contrepoids à l'establishment politique local bien établi. Dans le Guangdong, il s'est attaqué à la corruption pour « mettre de l'ordre dans la maison ». À la suite de la crise financière asiatique de 1997-1998, Li a mis sur pied un groupe de travail spécial chargé d'évaluer le sort des prêts non productifs de deux des plus grandes sociétés financières de la province. Il a ensuite nommé l'ancien gouverneur adjoint de la banque centrale, Wang Qishan, pour superviser le groupe de travail. Li a secoué le secteur bancaire local et a fermé une pléthore de coopératives de crédit et d'agences locales. Son mandat dans le Guangdong a été considéré comme une grande réussite, puisqu'il a permis d'éviter les conséquences de la crise financière asiatique et de ramener le Guangdong sous le contrôle politique de la direction centrale de Jiang Zemin, après la mise à l'écart de nombreux fonctionnaires locaux promus par Ye Xuanping, ancien gouverneur et fils aîné du maréchal Ye Jianying.
Le mandat de Li dans le Guangdong a fait de lui l'un des favoris de Jiang Zemin, lequel s'apprêtait à le préparer à la succession au poste de premier ministre lorsque le premier ministre sortant Zhu Rongji prendrait sa retraite en 2003. Cependant, Zhu avait favorisé Wen Jiabao pour le poste de premier ministre et critiqué Li pour sa gestion d'un scandale de « fraude aux remises à l'exportation » dans la ville côtière de Shantou en 2000. L'intention de Li de promouvoir Huang Liman, une amie de Jiang jugée incompétente, au poste de chef du parti dans la ville côtière de Shenzhen est devenue un point de friction pour les opposants politiques de Jiang.

### Membre du Comité permanent du Politburo
Comme prévu, Li a été nommé membre du comité permanent du Politburo après le départ de Jiang Zemin en 2002. À cette époque, les observateurs politiques considéraient que Li était dans le camp du président Jiang, il était considéré comme l'un des principaux successeurs possibles de Jiang au sein du conseil dirigeant, aux côtés d'autres fidèles tels que Jia Qinglin et Huang Ju. Li a été classé huitième dans la hiérarchie du parti sur les neuf membres du nouveau CPS et s'est vu confier la supervision des organes du parti chargés de la propagande et de l'idéologie. Ainsi, a été le premier chef de la propagande durant la croissance de l'internet en Chine et, par conséquent, il a été largement considéré comme le précurseur dans le développement du régime de censure de l'internet. En octobre 2007, lors du 17e Congrès du Parti, il a été annoncé que Li, alors âgé de 63 ans (en dessous de l'âge officieux de la retraite pour les membres du COPS, 67 ans), effectuerait un nouveau mandat en tant que chef de la propagande. En outre, Li a été élevé de la huitième à la cinquième place dans l'ordre protocolaire, devant Xi Jinping, le successeur présumé de Hu Jintao.
Certains cercles médiatiques espéraient que Li marquerait un changement plus libéral par rapport aux restrictions imposées par l'ancien chef de la propagande, Ding Guangen. Li avait en effet prononcé un discours important dans lequel il préconisait que les médias restent « proches du public » et des événements réels, « au lieu de suivre mécaniquement les directives du Parti ». En outre, Li était également considéré comme un réformateur de premier plan en raison de son héritage dans le Guangdong, où il n'avait pas peur de s'attaquer à des intérêts bien établis et d'introduire de nouvelles réformes de l'économie de marché. Les espoirs ont toutefois été de courte durée, car le département central de la propagande a commencé à fermer des journaux, à licencier des journalistes et à interdire aux sociétés étrangères de produire du contenu pour les chaînes de télévision en Chine. De nombreux rédacteurs en chef ont été sanctionnés et Li Changchun « a commencé à ressembler et à agir comme un autre Ding Guangen ».
Li se retire de la CPS en 2012, lorsque Liu Yunshan lui succède au poste de chef de la propagande.

## Travail de propagande
En tant que chef de la propagande chinoise de 2002 à 2012, Li a largement contribué à la campagne de censure de la Chine et a fréquemment ordonné aux médias de minimiser ou de ne pas rendre compte de certains événements. En 2006, il a déclaré aux  membres de l'Association des journalistes de Chine qu'ils devaient « entourer de près le travail général du parti et de l'État ».
Li a approuvé la construction du musée national en 2006 après une série de litiges et de retards concernant la construction du musée. Il a été l'invité d'honneur de l'inauguration au Centre national des arts du spectacle de Pékin.
Li Changchun a apporté son soutien à un certain nombre de projets créatifs qui, autrement, auraient pu être censurés par le gouvernement. Il a ainsi soutenu Zen Shaolin, un spectacle de musique, de danse et d'arts martiaux traditionnels destiné à accroître le tourisme. Il a été inauguré en 2007 dans le Henan, alors que les producteurs craignaient que le gouvernement ne s'oppose à une célébration de la religion et de la musique sacrée.Il a également autorisé le film Nankin ! Nankin ! de Lu Chuan de continuer à être diffusé dans les salles de cinéma malgré la forte pression exercée par les nationalistes qui s'opposaient à la représentation sympathique d'un soldat japonais dans le film. Ce film était l'un des dix films choisis pour commémorer le 60e anniversaire de la république populaire de Chine.
En mai 2009, des diplomates américains ont rapporté dans un câble qui a ensuite été divulgué que Li Changchun était l'un des moteurs de la pression renouvelée exercée par la Chine sur Google pour qu'il se conforme aux lois chinoises en matière de censure. Li aurait été mécontent que les résultats de recherche de Google en Chine pour son nom et celui de ses enfants contiennent des résultats critiques à leur égard. Il a alors ordonné à de grandes entreprises chinoises de cesser leurs activités avec Google, et une source ayant des liens avec l'élite politique a affirmé que Li avait dirigé une cyberattaque contre Google en guise de représailles,.

## Vie privée
Li est marié à Zhang Shurong (张淑荣), une femme qu'il a connu étant jeune. Zhang était ingénieur avant de prendre sa retraite.